# Trận chung kết Giải vô địch bóng đá thế giới 2010
Trận chung kết giải vô địch bóng đá thế giới 2010 là trận đấu bóng đá diễn ra ngày 11 tháng 7 năm 2010 tại sân vận động Soccer City ở thành phố Johannesburg giữa hai đội Hà Lan và Tây Ban Nha để xác định nhà vô địch của Giải bóng đá vô địch thế giới 2010. Tây Ban Nha đã đánh bại Hà Lan với một bàn thắng duy nhất được ghi do công của tiền vệ Andrés Iniesta ở phút thứ 116, hiệp phụ thứ hai.Với tỉ số 1–0, Tây Ban Nha trở thành nhà vô địch Giải vô địch bóng đá thế giới 2010 .

## Khán giả nổi bật
Cả Hoàng gia Hà Lan và Hoàng gia Tây Ban Nha đều cử đại diện tới Nam Phi cổ vũ cho trận đấu. Về phía nước chủ nhà Nam Phi có sự hiện diện của nữ minh tinh màn bạc Charlize Theron, tổng thống đương nhiệm Jacob Zuma. Cựu tổng thống Nelson Mandela cũng xuất hiện nhanh trên sân trước khi trận đấu diễn ra. Ngoài ra còn phải kể đến sự có mặt của các ngôi sao thể thao Tây Ban Nha như Rafael Nadal (tennis) và Pau Gasol (bóng rổ) để cổ vũ cho đội tuyển nước mình. Trên khán đài cũng có sự có mặt của ngôi sao điện ảnh Hoa Kỳ Morgan Freeman.

## Tóm tắt trận đấu
Trận chung kết giải vô địch bóng đá thế giới 2010 được tổ chức thi đấu vào ngày 11 tháng 7 năm 2010 tại sân vận động Soccer City, Johannesburg, Nam Phi. Đội tuyển Tây Ban Nha đánh bại tuyển Hà Lan với tỉ số 1–0 và giành chức vô địch World Cup đầu tiên trong lịch sử của mình. Trận đấu phải thi đấu thêm hai hiệp phụ sau khi hai đội hòa nhau với tỉ số 0–0 sau hai hiệp chính, và tiền vệ của đội Tây Ban Nha Andrés Iniesta đã ghi bàn quyết định trong hiệp phụ thứ hai để xác định đội chiến thắng.
Chung kết giải vô địch bóng đá thế giới 2010 đã lập một kỷ lục mới về số thẻ phạt được rút ra trong một trận chung kết World Cup với tổng cộng 14 thẻ phạt, trong đó có một thẻ đỏ dành cho John Heitinga của Hà Lan sau khi nhận hai thẻ vàng. Ngoài ra còn có thể nhắc đến cú vào bóng bằng gầm giày của Nigel de Jong vào ngực của Xabi Alonso ở giữa hiệp 1 mà chỉ bị phạt 1 thẻ vàng.
Tuyển Hà Lan cũng có một số cơ hội ghi bàn, đáng chú ý nhất là tình huống ở phút thứ 60 của trận đấu khi Arjen Robben thoát xuống sau đường chuyền của Wesley Sneijder và đối mặt với thủ môn Iker Casillas, tuy nhiên pha dứt điểm của tiền đạo người Hà Lan không thắng được thủ thành Tây Ban Nha. Bàn thắng quyết định của trận đấu được ghi ở phút thứ 116 ở hiệp phụ thứ hai từ một cú volley nửa nảy của Andrés Iniesta sau đường chuyền của tiền vệ trẻ Cesc Fabregas.
Trước tình huống ghi bàn, đội Hà Lan được hưởng một quả phạt, bóng chạm hàng rào đội Tây Ban Nha và đi hết vạch biên ngang. Thay vì cho đội tuyển Hà Lan một quả phạt góc, trọng tài đã cho đội Tây Ban Nha một quả phát bóng lên dẫn đến tình huống ghi bàn. Chính vì vậy Joris Mathijsen đã phải nhận 1 thẻ vàng vì đã phản ứng kịch liệt quyết định của trọng tài Webb sau khi bàn thắng được ghi.

### Kỷ lục
Khi đoạt cúp vô địch bóng đá thế giới 2010, Tây Ban Nha đã có một số "cái nhất". Họ là đội vô địch ghi được ít bàn thắng nhất trong lịch sử World Cup, chỉ ghi được 8 bàn tại giải; đội bóng đầu tiên ngoài Nam Mỹ đoạt cúp của 1 giải tổ chức ngoài châu Âu; đội bóng đầu tiên đoạt cúp mà thua trận mở màn; và đội vô địch với ít cầu thủ ghi bàn nhất trong cả giải – ba cầu thủ: David Villa, Andrés Iniesta và Carles Puyol.

### Chi tiết

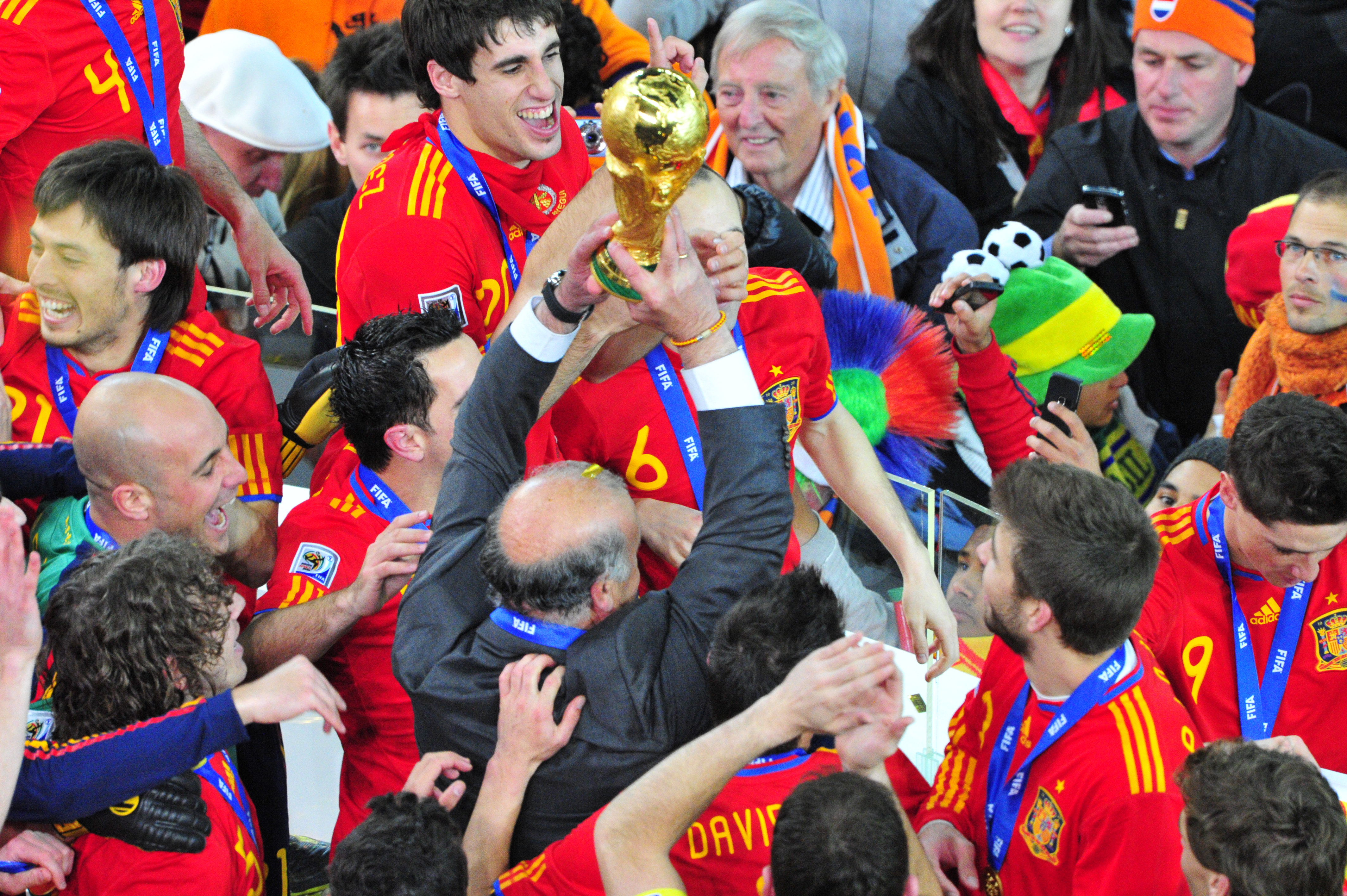
Đội tuyển Tây Ban Nha ăn mừng chức vô địch Giải vô địch bóng đá thế giới 2010

| Hà Lan | 0–1 (s.h.p.) | Tây Ban Nha  |
| ------ | ------------ | ------------ |
|        | Chi tiết     | Iniesta 116' |

| Hà Lan | Tây Ban Nha |

| GK                      | 1  | Maarten Stekelenburg         |          |      |
| RB                      | 2  | Gregory van der Wiel         | 111'     |      |
| CB                      | 3  | John Heitinga                | 56' 109' |      |
| CB                      | 4  | Joris Mathijsen              | 117'     |      |
| LB                      | 5  | Giovanni van Bronckhorst (c) | 54'      | 105' |
| CM                      | 6  | Mark van Bommel              | 22'      |      |
| CM                      | 8  | Nigel de Jong                | 28'      | 99'  |
| RW                      | 11 | Arjen Robben                 | 84'      |      |
| LW                      | 7  | Dirk Kuyt                    |          | 71'  |
| AM                      | 10 | Wesley Sneijder              |          |      |
| CF                      | 9  | Robin van Persie             | 15'      |      |
| Vào thay người:         |    |                              |          |      |
| FW                      | 17 | Eljero Elia                  |          | 71'  |
| MF                      | 23 | Rafael van der Vaart         |          | 99'  |
| DF                      | 15 | Edson Braafheid              |          | 105' |
| Huấn luyện viên trưởng: |    |                              |          |      |
| Bert van Marwijk        |    |                              |          |      |

| GK                      | 1  | Iker Casillas (c) |        |      |
| RB                      | 15 | Sergio Ramos      | 23'    |      |
| CB                      | 3  | Gerard Piqué      |        |      |
| CB                      | 5  | Carles Puyol      | 17'    |      |
| LB                      | 11 | Joan Capdevila    | 67'    |      |
| CM                      | 16 | Sergio Busquets   |        |      |
| CM                      | 14 | Xabi Alonso       |        | 87'  |
| AM                      | 8  | Xavi              | 120+1' |      |
| RW                      | 6  | Andrés Iniesta    | 118'   |      |
| LW                      | 18 | Pedro             |        | 60'  |
| CF                      | 7  | David Villa       |        | 106' |
| Vào thay người:         |    |                   |        |      |
| MF                      | 22 | Jesús Navas       |        | 60'  |
| MF                      | 10 | Cesc Fàbregas     |        | 87'  |
| FW                      | 9  | Fernando Torres   |        | 106' |
| Huấn luyện viên trưởng: |    |                   |        |      |
| Vicente del Bosque      |    |                   |        |      |

| Cầu thủ xuất sắc nhất trận: Andrés Iniesta (Tây Ban Nha) Trợ lý trọng tài: Darren Cann (Anh) Mike Mullarkey (Anh) Trọng tài bàn: Nishimura Yuichi (Nhật Bản) |

### Thống kê
|                | · Hà Lan | · Tây Ban Nha |
| -------------- | -------- | ------------- |
| Bàn thắng      | 0        | 1             |
| Sút bóng       | 13       | 18            |
| Sút cầu môn    | 5        | 8             |
| Kiểm soát bóng | 43%      | 57%           |
| Phạt góc       | 6        | 8             |
| Lỗi            | 28       | 18            |
| Việt vị        | 7        | 6             |
| Thẻ vàng       | 8        | 5             |
| Thẻ đỏ         | 1        | 0             |

- Nguồn: FIFA.com – Match 64 – Final 11 July – Full time statistics Lưu trữ ngày 14 tháng 7 năm 2010 tại Wayback Machine